# SN 2009at
SN 2009at – supernowa typu II odkryta 11 marca 2009 roku w galaktyce NGC 5301. W momencie odkrycia miała maksymalną jasność 16,50m.